# Opština Štip
Opština Štip (makedonsky Општина Штип) je opština (okres) ve Východním regionu v Severní Makedonii.

## Geografie
Štip je opština o rozloze 583,24 km². Celou opštinou protéká řeka Bregalnica.
Opština sousedí s:
- opštinami Probištip a Sveti Nikole na severu
- opštinami Radoviš a Karbinci na východě
- opštinami Lozovo a Gradsko na západě
- opštinou Konče na jihu

## Demografie
Podle sčítání lidu z roku 2002 žije v opštině 47 796 obyvatel, z nichž většina (okolo 40 tisíc) žije v centru, ve městě Štip a zbytek v okolních vesnicích.
Etnické skupiny jsou:
- Makedonci = 41 670 (87,2 %)
- Romové = 2 195 (4,6 %)
- Valaši = 2 074 (4,3 %)
- Turci = 1 272 (2,7 %)